# Capinópolis
Capinópolis is een gemeente in de Braziliaanse deelstaat Minas Gerais. De gemeente telt 16.043 inwoners (schatting 2009).

## Aangrenzende gemeenten
De gemeente grenst aan Cachoeira Dourada, Canápolis, Ituiutaba en de deelstaat Goiás.